# 彭斯維爾 (新澤西州)
彭斯維爾（英語：Pennsville）是位於美國新澤西州塞勒姆縣的普查規定居民點。

## 人口
根據2020年美國人口普查的數據，彭斯維爾的面積為28.70平方千米，當中陸地面積為27.77平方千米，而水域面積為0.93平方千米。當地共有人口12043人，而人口密度為每平方千米419.62人。